# Саттон, Генри
Генри Сесил Саттон (англ. Henry Cecil Sutton; 26 сентября 1868, Спин, Беркшир — 24 мая 1936) — британский яхтсмен, чемпион летних Олимпийских игр 1908 года.
На Играх 1908 года в Лондоне Саттон соревновался в классе 8 м. Его команда выиграла две гонки и в итоге заняла первое место.